# Burgeskatten
Burgeskatten är ett skattfynd från tidig medeltid, påträffad vid plöjning av ett änge i Burge, Lummelunda socken, Gotland. Skattfyndet var då det påträffades den dittills största silverskatten på Gotland.

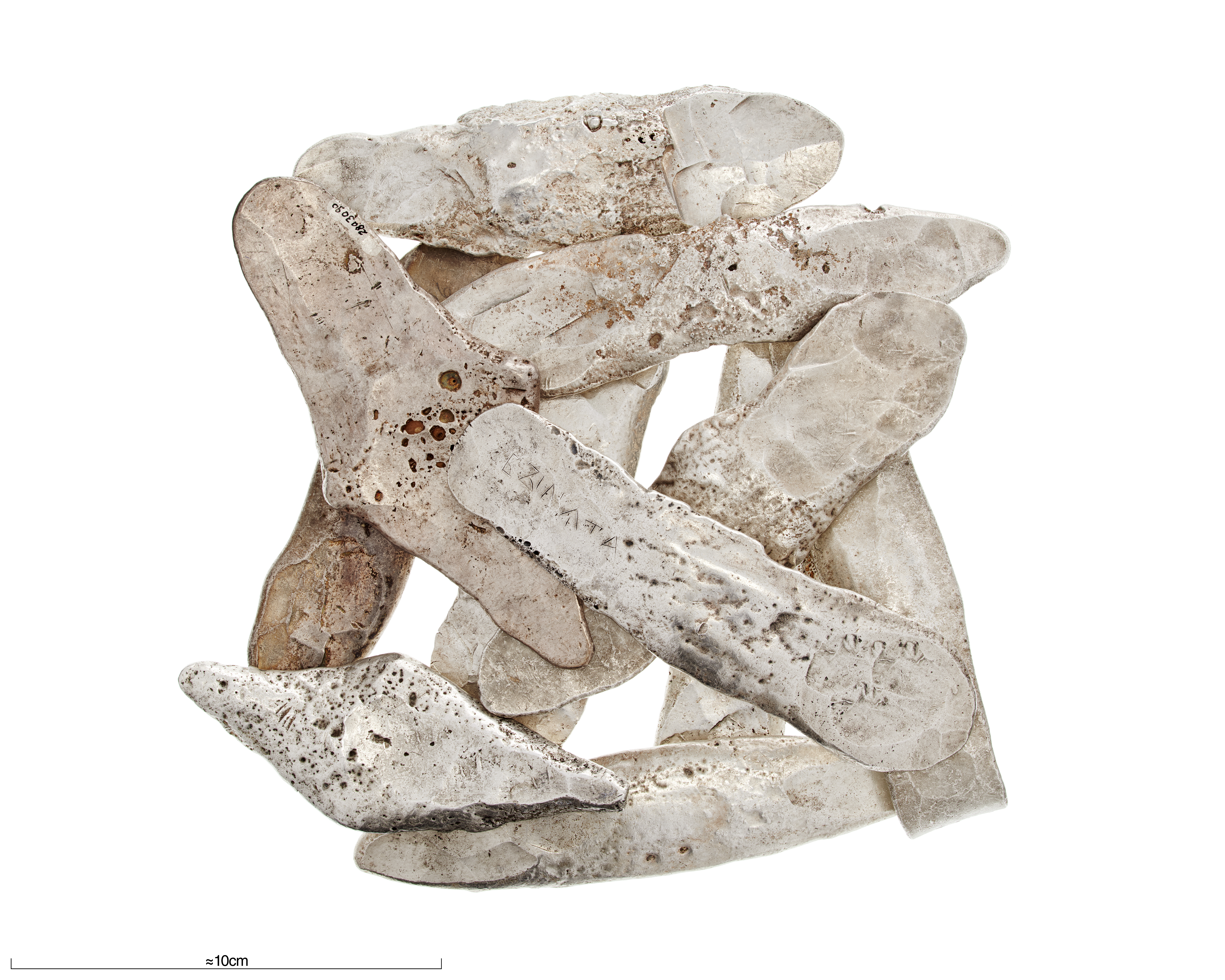
Grivna från Burgeskatten

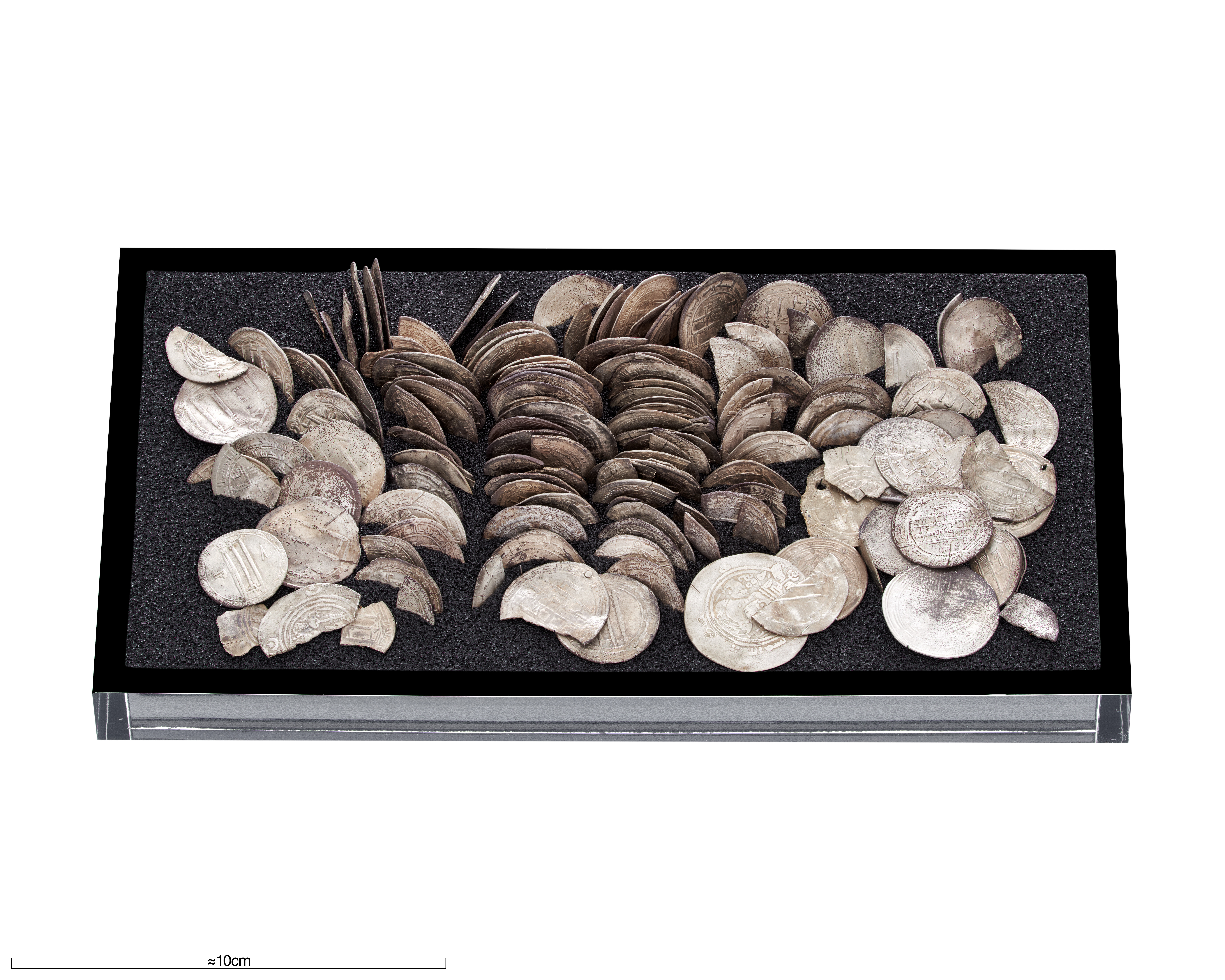
Några av mynten i Burgeskatten.

1964 påträffade lantbrukaren Per Anders Croon i samband med plöjning av ett 20 år tidigare uppodlat änge tre silvermynt. Myntfyndet anmäldes aldrig och mynten förkom senare. 16 augusti 1967 plöjde Croon åter samma åker då plogen krossade ett bronskärl med mynt och silverföremål.
Skattfyndet som väger 10,369 kilo består mestadels av skrotsilver, barrer och tackor. På dessa har man funnit kyrilliska bokstäver ristade vilka visar silvrets östliga ursprung. Vidare ett antal smycken, de flesta styckade och tydligt avsedda att smältas ned. Därtill sju armringar. Skatten består även av ungefär 3.000 mynt.
Av mynten är huvuddelen tyska mynt. 30 orientaliska mynt återfinns i skatten, det äldsta från 584, det yngsta från 999. 129 av mynten stammar från England och Irland och är präglades 979-1128(31). De tyska mynten är 2.528 hela, 111 halva och 97 fragmenterade mynt. Omkring 30 av de tyska mynten kan dateras till 900-talet, men huvuddelen hör till slutet av 1000-talet och början av 1100-talet. Ett mynt präglat för pfalzgreve Fredrik II av Sommerschenburg 1140-45 utgör slutmynt och daterar skattens äldsta möjliga nedläggningsår. Avsaknaden av Gotlandspenningar antyder att skatten troligen nedlagts kort därefter. Av de tyska mynten här runt 48 % präglade i Goslar, tillsammans med andra niedersachsiska städer som Halberstadt, Quedlinburg, Magdeburg, Braunschweig, Hildesheim, Gittelde, Bremen, Merseburg och Alt-Lübeck.
Fyndomständigheterna talade för att fyndplatsen var en förhistorisk husgrund, och efter att provschakt grävts i änget påträffades flera forntida husgrunder. 1970-71 genomfördes arkeologiska av husgrunderna, med fynd som huvudsakligen härrörde från sen vikingatid - tidig medeltid.